# طارم غور سفيد
طارم غور سفيد (بالفارسية: طارم گورسفید) هي قرية تقع في Poshtkuh Rural District في إيران. يقدر عدد سكانها بـ 68 نسمة بحسب إحصاء 2016.